# Bad Guy
Bad Guy (en hangul, 나쁜 남자; romanización revisada, Nappeun Namja) es una serie de televisión surcoreana transmitida por SBS, desde el 26 de marzo hasta el 5 de agosto de 2010, protagonizada por Kim Nam-gil , Han Ga In, Kim Jae Wook, Oh Yeon Soo y Jung So Min.

## Sinopsis
Una noche, Gun Wook (Kim Nam-gil ) perdió todo a causa de la familia de Hong. Lo tomaron creyendo que era el Tae Sung, el hijo ilegítimo del presidente, y luego lo echaron a la calle cuando resultó ser un error. Años después, Gun Wook regresa por venganza, acabando con la familia Hong y la corporación Haeshin de a poco. El real Hong Tae Sung (Kim Jae Wook), además de sus hermanas Mo Ne (Jung So Min) y Tae Ra (Oh Yeon Soo), son parte de la venganza que el espera hacer, pero se termina enamorando de la inteligente e igualmente ambiciosa Jae In (Han Ga In).

## Reparto

### Personajes principales
- Kim Nam-gil como Shim Gun Wook.
  - Kang Soo Han como Gun Wook (niño).
- Han Ga In como Moon Jae In.
- Kim Jae Wook como Hong Tae-sung.
  - Park Joon-mok como Tae-sung (niño).
- Oh Yeon Soo como Hong Tae Ra.
  - Moon Ga Young como Tae Ra (niña).
- Jung So Min como Hong Mo Ne.

### Personajes secundarios
- Kim Hye Ok como Señorita Shin.
- Jeon Gook Hwan como Presidente Hong.
- Shim Eun Kyung como Moon Won In.
- Ji Hoo como Lee Beom Woo.
  - Chae Gun como Beom Woo (niña).
- Kim Min Seo como Choi Sun Young.
  - Lee Ji Eun como Sun Young (niña).
- Kim Jung-tae como Jang Kam-dok.
- Ha Joo Hee como Jeon Hye Joo.
- Park Ah In como Da Rim.
- Jung Seung Oh como Uhm Sang Mu.
- Jeon Min Seo como Hong So Dam.
- Song Ji Eun como Madre de Gun Wook.
- Song Joo Yeon como Song Joo Yeon.

## Recepción

### Audiencia
En Azul la audiencia más baja y en rojo la más alta, correspondientes a las empresas medidoras TNms y AGB Nielsen.
| Ep. #    | Fecha de estreno    | Share        | Share        | Share       | Share       |
| Ep. #    | Fecha de estreno    | TNmS Ratings | TNmS Ratings | AGB Nielsen | AGB Nielsen |
| Ep. #    | Fecha de estreno    | Nacional     | Seúl         | Nacional    | Seúl        |
| -------- | ------------------- | ------------ | ------------ | ----------- | ----------- |
| 1        | 26 de mayo de 2010  | 12.0 %       | 12.4 %       | 11.7 %      | 13.1 %      |
| 2        | 27 de mayo de 2010  | 12.8 %       | 12.9 %       | 10.7 %      | 11.8 %      |
| 3        | 3 de junio de 2010  | 12.2 %       | 12.5 %       | 12.1 %      | 12.8 %      |
| 4        | 9 de junio de 2010  | 14.2 %       | 14.3 %       | 12.9 %      | 14.1 %      |
| 5        | 10 de junio de 2010 | 15.1 %       | 15.5 %       | 14.2 %      | 16.0 %      |
| 6        | 30 de junio de 2010 | 7.2 %        | 8.1 %        | 5.6 %       | 6.5 %       |
| 7        | 1 de julio de 2010  | 8.3 %        | 8.6 %        | 6.9 %       | 8.4 %       |
| 8        | 7 de julio de 2010  | 7.9 %        | 8.1 %        | 7.0 %       | 7.2 %       |
| 9        | 8 de julio de 2010  | 8.7 %        | 9.0 %        | 7.5 %       | 8.7 %       |
| 10       | 14 de julio de 2010 | 8.9 %        | 9.9 %        | 7.1 %       | 8.3 %       |
| 11       | 15 de julio de 2010 | 8.1 %        | 8.2 %        | 6.4 %       | 7.4 %       |
| 12       | 21 de julio de 2010 | 8.0 %        | 8.3 %        | 6.1 %       | 7.1 %       |
| 13       | 22 de julio de 2010 | 8.9 %        | 9.4 %        | 7.0 %       | 8.1 %       |
| 14       | 28 de julio de 2010 | 7.8 %        | 8.1 %        | 6.4 %       | 7.3 %       |
| 15       | 29 de julio de 2010 | 12.4 %       | 12.7 %       | 10.4 %      | 11.3 %      |
| 16       | 4 de agosto de 2010 | 8.8 %        | 8.8 %        | 7.5 %       | 8.5 %       |
| 17       | 5 de agosto de 2010 | 9.3 %        | 9.4 %        | 8.4 %       | 9.6 %       |
| Promedio | Promedio            | 10.0 %       | 10.3 %       | 9.8 %       | 10.1 %      |

## Emisión internacional
- Japón: NHK G (2011).
- Tailandia: Channel 9 (2012).
- Taiwán: GTV (2011).